# Dean Starkey
Dean Starkey, född den 27 mars 1967 i Illinois, är en amerikansk före detta friidrottare som tävlade i stavhopp.
Starkey deltog vid VM 1993 i Stuttgart men blev utslagen i försöken. Han var i final vid VM 1995 i Göteborg och slutade då på en åttonde plats efter ett hopp på 5,60.
Hans främsta merit kom vid VM 1997 i Aten då han slutade på en bronsplats efter ett hopp på 5,91 slagen endast av Sergej Bubka och Maksim Tarasov.

## Personligt rekord
- Stavhopp - 5,92 meter